# Black Holes & Revelations
Black Holes & Revelations è il quarto album in studio del gruppo musicale britannico Muse, pubblicato il 3 luglio 2006 dalla Warner Bros. Records.
L'album vendette 115 144 copie nella prima settimana di vendite nel Regno Unito, posizionandosi quindi a un livello di vendite superiore all'album precedente Absolution.

## Descrizione
Black Holes & Revelations segna una svolta stilistica rispetto agli album precedenti e include una grande varietà di sonorità inusuali per il gruppo. L'album si mostra prevalentemente rock alternativo, e la prima traccia, Take a Bow, mostra uno stile rock intenso e drammatico molto vicino all'album precedente e introduce elementi techno nello stile del gruppo. Altre tracce, in particolare Starlight, descritta dalla critica come «un concerto degli ABBA sulla Luna», segue una corrente più commerciale ed orecchiabile che contrasta con il funk rock, post-disco del primo singolo pubblicato, Supermassive Black Hole. Le altre tracce seguono lo stile intenso caratteristico dei primi lavori dei Muse, ma la traccia finale, Knights of Cydonia, combina elementi vicini alla surf music e al rock progressivo, per un brano che il frontman Matthew Bellamy descrive come «trainante il lato epico del gruppo a livelli quasi comici».
Nei testi e nelle melodie, interamente composte da Bellamy, l'album mostra influenze del genere fantascientifico, mentre lo stesso frontman cita come influenze musicali Queen, Millionaire, Sly & the Family Stone, Depeche Mode e sonorità provenienti dal sud Italia.

## Contenuto dei testi
Black Holes & Revelations contiene riferimenti fortemente politici che creano un rinnovamento nella continuità nello stile del gruppo. Sono presenti gli argomenti controversi tipici dei Muse, quali «la cospirazione del nuovo ordine del mondo, guerre ingiustificabili, potere abusivo, manipolazione cospiratoria e rivolte popolari», fortemente influenzati dalla teoria del complotto piuttosto popolare tra i componenti del gruppo. Questi temi nascono da un'idea di Bellamy: «l'ignoto stimola l'area dell'immaginazione», e questo interesse per l'ignoto e per il paranormale si diffonde in tutto l'album, che include invasioni aliene, (in Exo-Politics) e una paranoia ribelle (in particolare durante Assassin). L'album include inoltre tematiche più suggestive, come rimorso, ambizione e amore, ancora riprendendo lo stile romantico dei primi album del gruppo.

Il titolo dell'album, preso dal testo di Starlight, è stato spiegato da Bellamy nella sua intervista concessa a Q nel settembre 2006:

## Copertina
La copertina di Black Holes & Revelations, ad opera di Storm Thorgerson (citato come The Men of Mystery, gli uomini del mistero, sul libretto dell'album), ritrae un fondo rosso, richiamante il suolo di Marte. Quattro persone sono sedute a un tavolo con tre cavalli in miniatura su di esso. Sono vagamente riconoscibili, nel cielo alle spalle delle figure, il pianeta Terra e la Luna. Lo scenario è volto a richiamare Cydonia, la regione di Marte contenente il celebre volto, e i cavalli in miniatura si riferiscono ai cavalieri, risultando una sorta di rebus che cela il singolo Knights of Cydonia. Si pensa che i cavalieri possano essere un riferimento ai Cavalieri dell'Apocalisse, dall'Apocalisse di Giovanni facente parte della Bibbia, con i loro cavalli di quattro colori diversi.

## Accoglienza
Black Holes & Revelations è stato accolto positivamente dal mondo dei media, con Q che lo descrive come «uno dei migliori album dell'anno... splendido ma pazzo» e Planet Sound che lo ha elogiato come album dell'anno. Molti critici hanno sottolineato come i Muse abbiano acquisito uno stile rock più originale e progressivo, differente dal loro album di debutto Showbiz criticato per la somiglianza fin troppo marcata allo stile dei Radiohead.

## Tracce
Testi e musiche di Matthew Bellamy.
1. Take a Bow – 4:33
2. Starlight – 3:59
3. Supermassive Black Hole – 3:29
4. Map of the Problematique – 4:18
5. Soldier's Poem – 2:12
6. Invincible – 5:00
7. Assassin – 3:31
8. Exo-Politics – 3:53
9. City of Delusion – 4:48
10. Hoodoo – 3:41
11. Knights of Cydonia – 6:06

Traccia bonus nell'edizione giapponese
1. Glorious – 4:38

DVD bonus presente nell'edizione speciale
1. Absolution Tour – 59:21

DVD bonus presente nella Tour Edition
1. Supermassive Black Hole (Video) – 3:32
2. Starlight (Video) – 4:06
3. Knights of Cydonia (Video) – 6:10
4. Supermassive Black Hole (Live from Paris) – 3:50
5. Starlight (Live from Copenaghen @ MTV Awards) – 4:13
6. Knights of Cydonia (Live from London) – 6:06

## Formazione
Gruppo
- Matthew Bellamy – voce, chitarra, tastiera, arrangiamento strumenti ad arco (traccia 1)
- Chris Wolstenholme – basso, cori
- Dominic Howard – batteria, percussioni

Altri musicisti
- Around Art – strumenti ad arco (tracce 1, 9 e 10)
- Edoardo De Angelis – primo violino (tracce 1, 9 e 10)
- Tom Kirk – rottura di oggetti d'antiquariato (traccia 8)
- Marco Brioschi – tromba (tracce 9 e 11)
- Mauro Pagani – arrangiamento e conduzione strumenti ad arco (traccia 9)
- Audrey Riley – arrangiamento strumenti ad arco (traccia 10), conduzione strumenti ad arco (tracce 1 e 10)

Produzione
- Rich Costey – produzione, ingegneria del suono, missaggio, registrazione
- Muse – produzione, registrazione aggiuntiva
- Vlado Meller – mastering
- Howie Weinberg – mastering
- Claudius Mittendorfer – assistenza tecnica, registrazione, assistenza missaggio
- Tommaso Colliva – assistenza tecnica, registrazione aggiuntiva
- Myriam Correge – assistenza tecnica
- Ross Peterson – assistenza tecnica
- Eddie Jackson – assistenza tecnica
- Ryan Simms – assistenza tecnica
- Max Dingle – assistenza missaggio

## Classifiche

### Classifiche settimanali
| Classifica (2006)          | Posizione massima |
| -------------------------- | ----------------- |
| Australia                  | 1                 |
| Austria                    | 4                 |
| Belgio (Fiandre)           | 1                 |
| Belgio (Vallonia)          | 2                 |
| Danimarca                  | 5                 |
| Finlandia                  | 3                 |
| Francia                    | 2                 |
| Germania                   | 4                 |
| Irlanda                    | 1                 |
| Italia                     | 2                 |
| Messico                    | 84                |
| Norvegia                   | 6                 |
| Nuova Zelanda              | 6                 |
| Paesi Bassi                | 2                 |
| Portogallo                 | 17                |
| Regno Unito                | 1                 |
| Regno Unito (rock & metal) | 1                 |
| Spagna                     | 20                |
| Stati Uniti                | 9                 |
| Svezia                     | 15                |
| Svizzera                   | 1                 |

### Classifiche di fine anno
| Classifiche (2006) | Posizione |
| ------------------ | --------- |
| Regno Unito        | 26        |
| Classifiche (2007) | Posizione |
| Regno Unito        | 117       |
| Classifiche (2008) | Posizione |
| Regno Unito        | 165       |
| Classifiche (2009) | Posizione |
| Regno Unito        | 151       |
| Classifiche (2010) | Posizione |
| Regno Unito        | 149       |